# Cuffy (Francia)
Cuffy è un comune francese di 1 146 abitanti situato nel dipartimento del Cher, nella regione del Centro-Valle della Loira.

## Società

### Evoluzione demografica
Abitanti censiti